# 足球周报
《足球周报》正式创刊于1993年4月12日，大连日报社主办的体育报刊。2005年12月29日，报刊停刊。